# Tentazioni
Tentazioni (The Cabin in the Cotton) è un film del 1932 diretto da Michael Curtiz. La sceneggiatura di Paul Green è basata sul romanzo omonimo di Harry Harrison Kroll.

## Trama
Lane Norwood, proprietario di una piantagione di cotone, dopo la morte di Tom Blake, uno dei suoi affittuari, provvede agli studi di Marvin, il figlio di Tom, per poi assumerlo nella sua azienda. Gli altri contadini pensano che Marvin stia dalla parte del padrone e il ragazzo si trova diviso tra la lealtà verso i suoi e la riconoscenza verso Norwood. La stessa situazione si riflette anche nei suoi rapporti personali con le ragazze, visto che Marvin è attratto nello stesso tempo da Betty, figlia di un coltivatore, e da Madge, la figlia di Norwood. Quando Marvin scopre che i coltivatori stanno rubando il cotone, non li denuncia perché si rende conto delle loro difficili condizioni di vita.
Un giorno, uno dei fattori spara a uno dei piantatori. Marvin e Norwood partecipano alla caccia all'assassino ma il giovane, poi, resta nauseato dal linciaggio che ne segue. I contadini, pieni di debiti, mettono a fuoco il negozio dove lavora Marvin che però mette in salvo i libri contabili dove sono segnati tutti i crediti che Norwood vanta nei confronti dei suoi debitori. I coltivatori chiedono a Marvin di distruggere i libri così da poter ripartire da zero, senza più i debiti che li strangolano. Il giovane si rifiuta di farlo, ma loro gli raccontano che suo padre è morto proprio a causa del super lavoro a cui era costretto per poter pagare i debiti che aveva. Marvin, allora, organizza un incontro tra piantatori e coltivatori, proponendo condizioni più eque per i lavoranti e minori rischi finanziari per i proprietari. Quando alcuni piantatori rifiutano il piano, Marvin minaccia di rivelare la storia del linciaggio. Alla fine, ottiene che tutti firmino il nuovo contratto, sperando da quel momento in poi in tempi migliori per tutti.

## Produzione
Il film fu prodotto dalla First National Pictures.

## Distribuzione
Distribuito dalla Warner Bros., il film fu presentato a Dyersburg, nel Tennessee, il 26 settembre 1932 per poi uscire nelle sale statunitensi il 15 ottobre di quell'anno. Nel 1933, fu distribuito in Svezia (10 marzo, come Vita slavar) e in Francia (30 giugno, come Ombres vers le Sud).